# Full Swing
Full Swing è una serie televisiva documentaristica realizzata da Netflix in collaborazione con il PGA Tour, che racconta le vicende sportive e personali di alcuni tra i golfisti più importanti del circuito americano.
La serie è uscita in streaming sulla piattaforma Netflix il 15 febbraio 2023 con il rilascio dei primi due episodi, e si è conclusa il 17 maggio dello stesso anno, con un totale di 10 episodi e 8 ore di durata complessiva.

## Trama
La serie racconta le storie di alcuni tra i golfisti più famosi - tra cui Rory McIlroy, Justin Thomas, Scottie Scheffler, Brooks Koepka  al mondo - e alcuni emergenti.

## Episodi
| Stagione         | Episodi | Pubblicazione USA | Pubblicazione Italia |
| ---------------- | ------- | ----------------- | -------------------- |
| Prima stagione   | 8       | 15 febbraio 2023  | 15 febbraio 2023     |
| Seconda stagione | 8       | 6 marzo 2024      | 6 marzo 2024         |